# Powiat Nakagawa (Tokachi)
Powiat Nakagawa (jap. 中川郡 (十勝) Nakagawa-gun (Tokachi)) – powiat w Japonii, w prefekturze Hokkaido, w podprefekturze Tokachi. W 2024 roku liczył 39 784 mieszkańców.

## Miejscowości
- Honbetsu
- Ikeda
- Makubetsu
- Toyokoro